# Crepidomanes
Crepidomanes är ett släkte av hinnbräkenväxter. Crepidomanes ingår i familjen Hymenophyllaceae.

## Bildgalleri

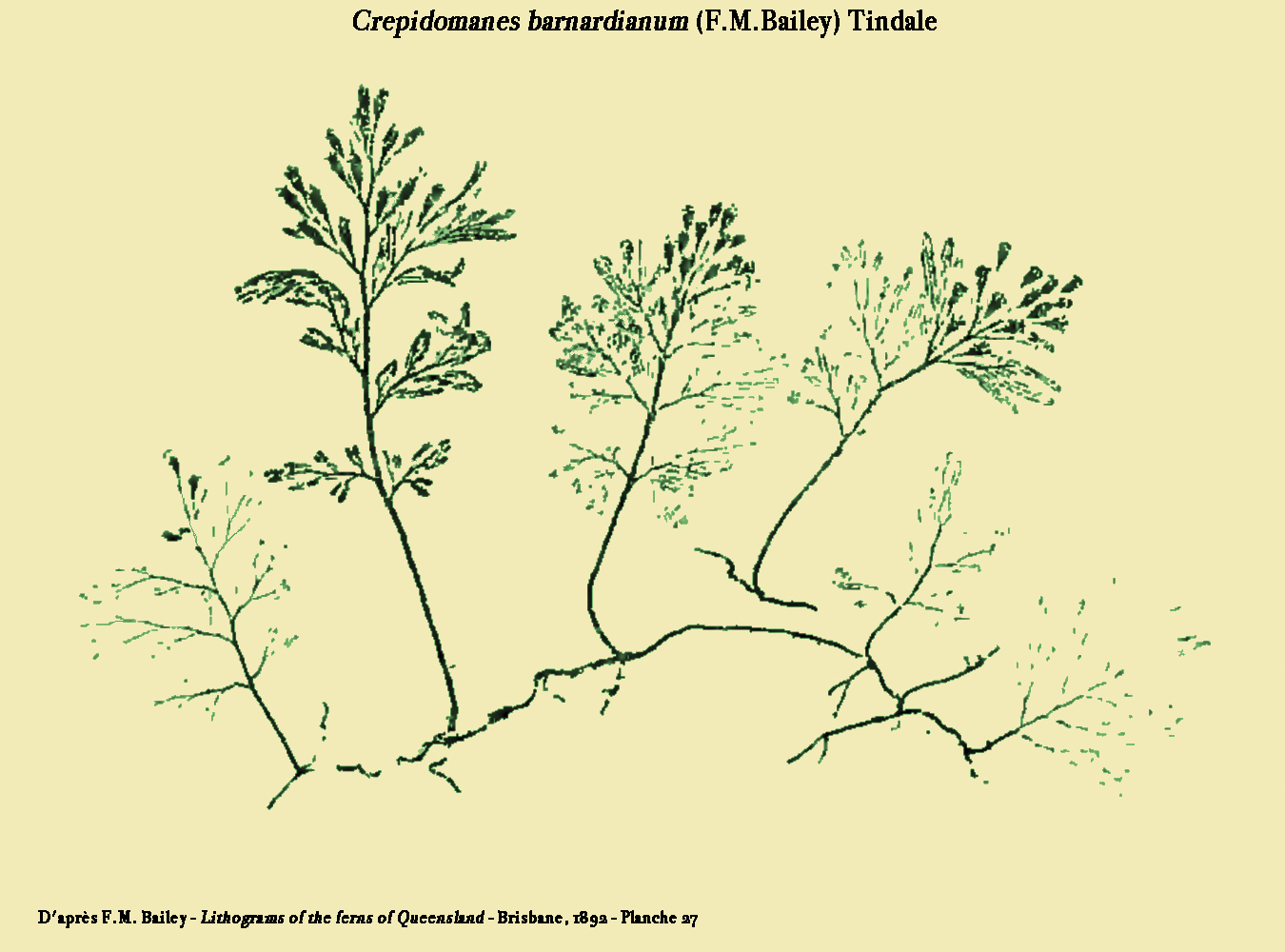
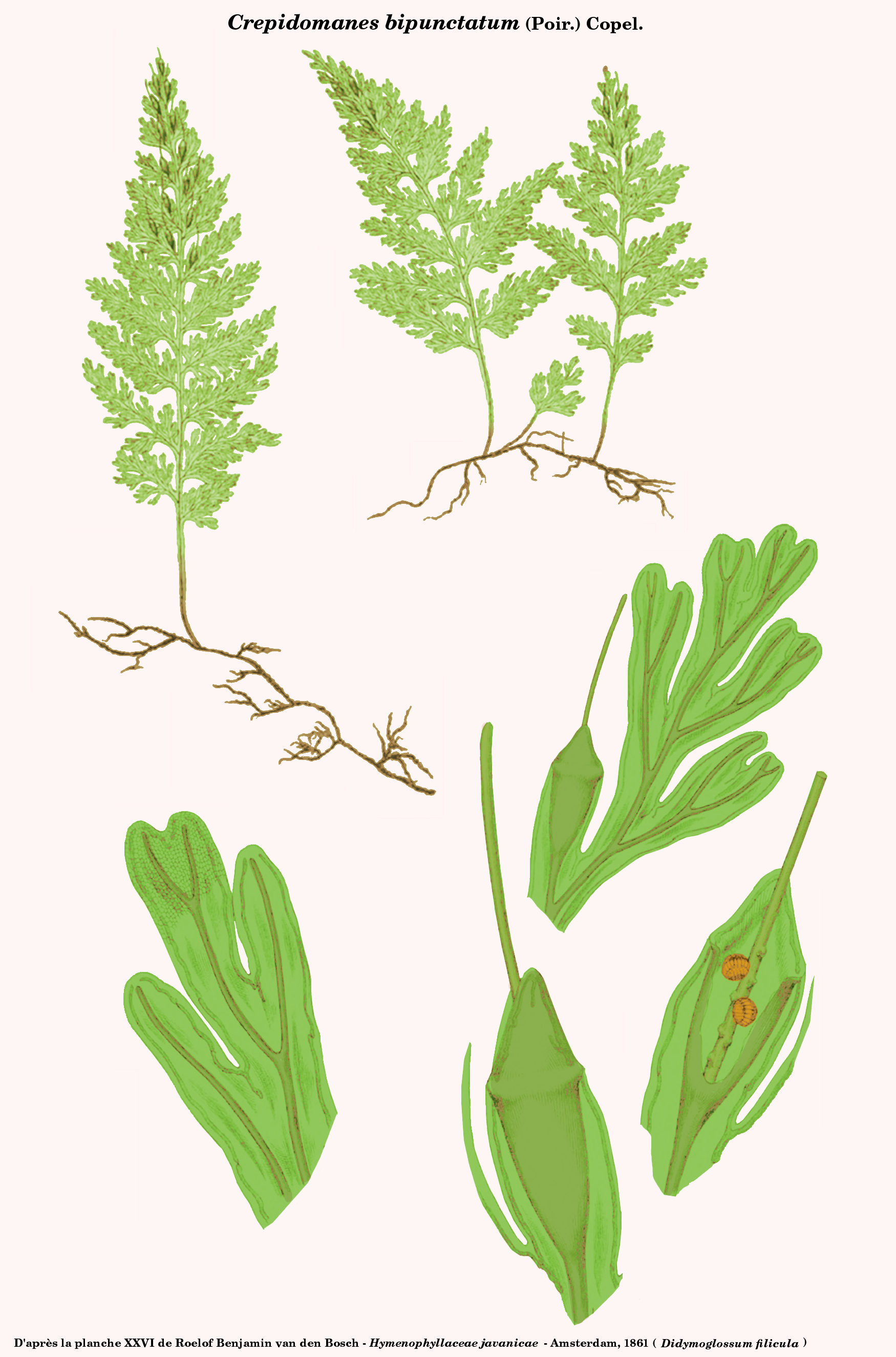
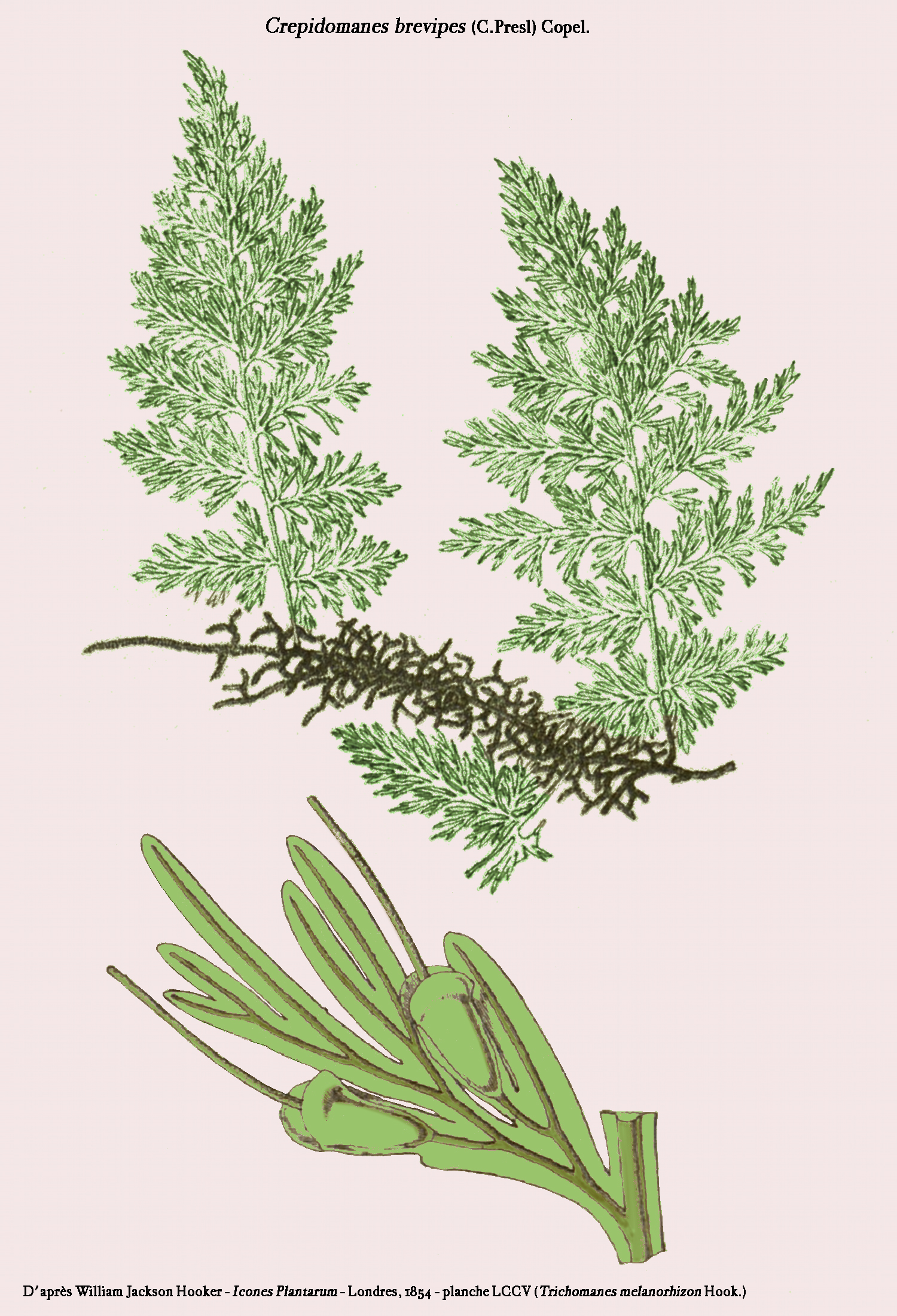
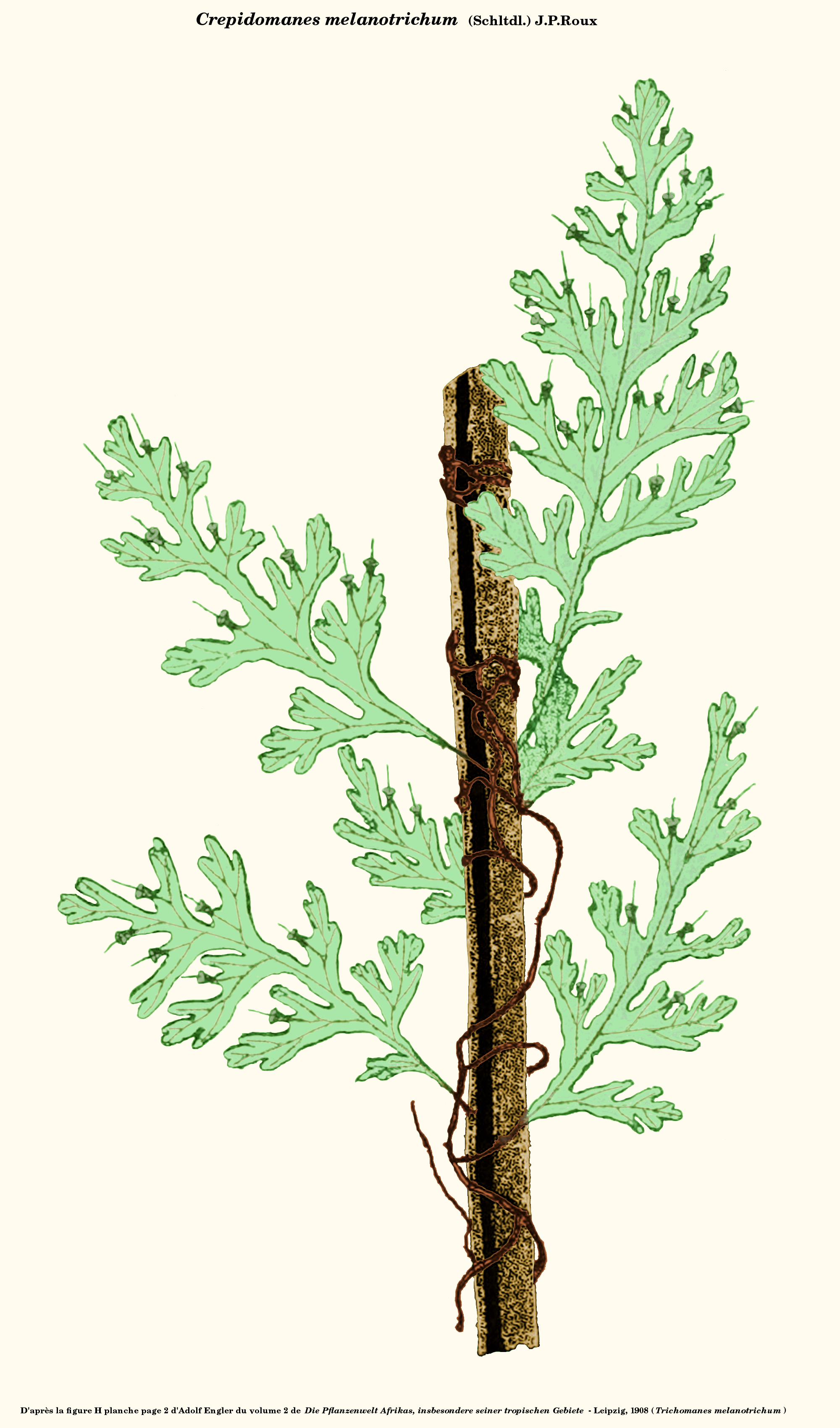
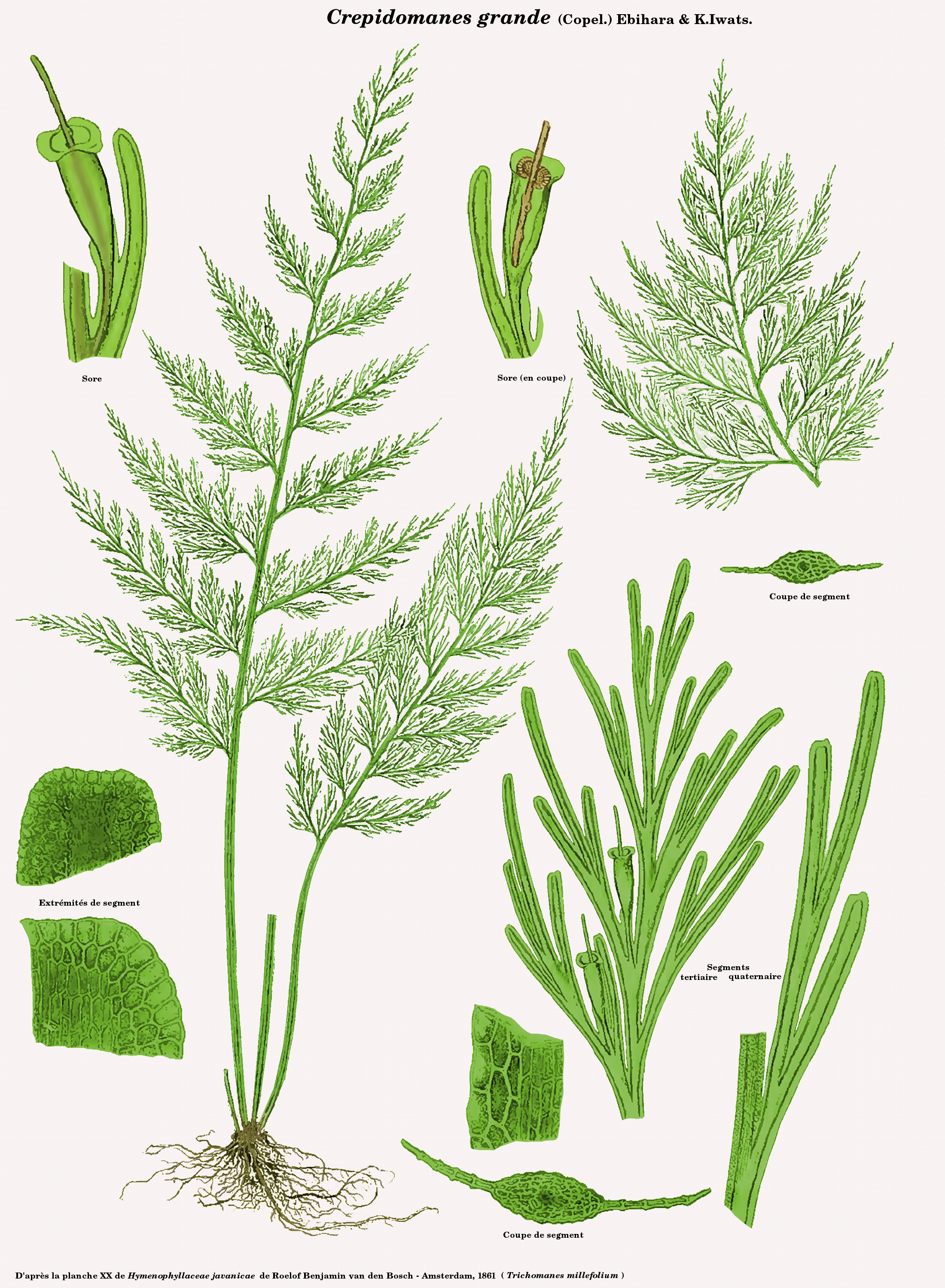
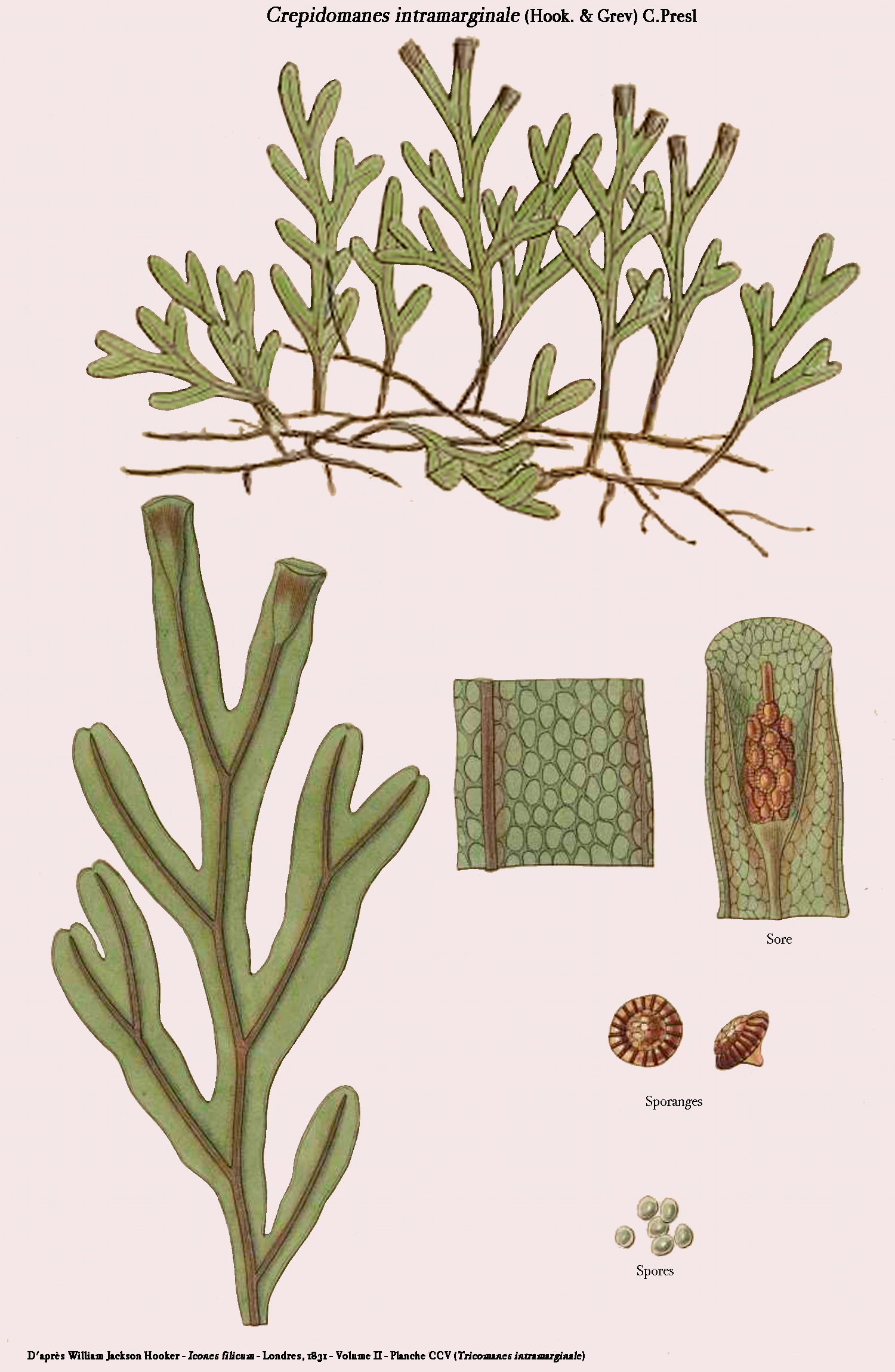

## Dottertaxa tillCrepidomanes, i alfabetisk ordning[1]
- Crepidomanes africanum
- Crepidomanes agasthianum
- Crepidomanes alagensis
- Crepidomanes aphlebioides
- Crepidomanes assimilis
- Crepidomanes asynkii
- Crepidomanes barnardianum
- Crepidomanes bilabiatum
- Crepidomanes bilobatum
- Crepidomanes bipunctatum
- Crepidomanes bonapartei
- Crepidomanes brevipes
- Crepidomanes brooksii
- Crepidomanes campanulatum
- Crepidomanes chevalieri
- Crepidomanes christii
- Crepidomanes dichotomum
- Crepidomanes dilatatum
- Crepidomanes draytonianum
- Crepidomanes fallax
- Crepidomanes frappieri
- Crepidomanes gracilis
- Crepidomanes grande
- Crepidomanes griffithii
- Crepidomanes humilis
- Crepidomanes inopinatum
- Crepidomanes intermedium
- Crepidomanes intramarginale
- Crepidomanes intricatum
- Crepidomanes kurzii
- Crepidomanes latealatum
- Crepidomanes latemarginale
- Crepidomanes latilabiatus
- Crepidomanes liukiuense
- Crepidomanes longilabiatum
- Crepidomanes majorae
- Crepidomanes mannii
- Crepidomanes megistostomum
- Crepidomanes melanotrichum
- Crepidomanes mettenii
- Crepidomanes novoguineensis
- Crepidomanes nymanii
- Crepidomanes palmifolium
- Crepidomanes paniculatum
- Crepidomanes parvifolium
- Crepidomanes perpusillum
- Crepidomanes powellii
- Crepidomanes proliferum
- Crepidomanes pseudonymanii
- Crepidomanes roemerianum
- Crepidomanes rothertii
- Crepidomanes rupicolum
- Crepidomanes ruwenzoriense
- Crepidomanes samoense
- Crepidomanes samoensis
- Crepidomanes sarawakense
- Crepidomanes saxifragoides
- Crepidomanes schmidtianum
- Crepidomanes subtilissimum
- Crepidomanes teysmannii
- Crepidomanes thysanostomum
- Crepidomanes walleri
- Crepidomanes vaupelii
- Crepidomanes vitiense